# Podium bugabense
Podium bugabense är en biart som beskrevs av Cameron 1888. Podium bugabense ingår i släktet Podium och familjen grävsteklar. Inga underarter finns listade i Catalogue of Life.